# Johannes Paludan
Johannes Paludan (3. august 1912 i Viborg – 23. april 2002 i Gentofte) var en dansk arkitekt. Han var født i Viborg som søn af arkitekt Aage Hjalmar Paludan og Hedvig Thomsen, og han tog først konstruktøreksamen i Århus og derefter i 1938 eksamen fra Det Kongelige Danske Kunstakademi.
Under besættelsen etablerede han i 1942 en tegnestue i Virum, og han satte i de følgende årtier sit præg på bygninger i det storkøbenhavnske område. Sammen med broderen Aage Paludan, med hvem han samarbejdede fra 1950, tegnede han blandt andet højhusene på Sorgenfrivang, enfamiliehusene på Klosterbakken samt udvidelsen af Virum Skole.
Gift første gang den 5. marts 1938 på Frederiksberg med Inge Feldhusen, født 22. november 1915 i Korsør, datter af kaptajn på Storebæltsoverfarten Claus og Kirsten Feldhusen. Ægteskabet opløst. Gift anden gang 1. december 1950 i Søllerød med Helga Rasmussen, født 18. juli 1918 i Lading, datter af lærer Rasmus Marinus Rasmussen og Karen Marie Kronholm.

## Uddannelse
Optaget på Kunstakademiets Arkitektskole 1933; afgang januar 1938. Medarbejder ved Fællesforeningen for Danmarks Brugsforeningers arkitektkontor 1934-36 og 1937-42; selvstændig virksomhed fra 1934. 
Rejser: 1932 London, Liverpool; 1933, 1936, 1938 og 1945 Stockholm; 1939 Paris. 

## Udstillinger
- Charlottenborg 1937, 1943, 1947-48
- Kulingen 1942, 1944

## Værker
- Enfamiliehus, Skodsborgvej 217, Nærum (1934)
- Enfamiliehus med atelier, Frederiksdalsvej 200, Virum (1936)
- Enfamiliehus, Nordtoftevej, Søborg (1942)
- Bebyggelsen Gl. Virum Haveby, Ved Skolebakken, Virum (1944)
- Hummeltoftevej 152, Virum (1947)
- Eget hus, Vejlesøvej 114, Holte (1948)
- 2 enfamiliehuse, Virumvej 46 a & b (Stramithuse) (1948)
- 27 enfamiliehuse, Pergolavej, Virum (1948, præmieret)
- Parcelvej, Holte (1949).

### Værker udført sammen med Aage Paludan
- Sorgenfrivang med boligbebyggelse, butikstorv og børnehave, Grønnevej-Hummeltoftevej, Sorgenfri (1950-53, 1966-60, sammen med Magnus Stephensen og Knud Thorball, præmieret)
- Enfamiliehus, Carl Baggers Allé 39, Gentofte (1951, præmieret)
- Nydamsvej, Gladsaxe (1954, præmieret)
- Højgårds Allé, Gentofte (1955, præmieret)
- Hummeltoftevej 76, Virum (1956, præmieret)
- Furesøvænget, Virum (1956, præmieret)
- Caroline Amalie Vej 58B, Lyngby (1958)
- 3 villaer, Furesøvej 19, 21 (eget hus) & 23 (1959, villaer og bebyggelsesplan præmieret 1960)
- Etageejendom ved Agnetevej, Kongens Lyngby (1960erne)
- Tilbygning til Virum Skole (1960erne)
- Kontorbygning for Pensionskassernes administrationskontor PKA, Virum (1960erne)
- Ombygning af filialer for Den Danske Bank
- Weirsøevej 14, Hareskovby

### Projekter
- Enfamiliehuse med statslån (1940)
- Typetegning til elementhuse (1947)
- Møbler, bl.a. til Snedkerlaugets udstilling og til Illums Bolighus.
- enfamiliehus, De Conicksvej, Holte ( 1955)